# Virtus Pallacanestro Bologna 1994-1995
Questa voce raccoglie le informazioni riguardanti la Virtus Pallacanestro Bologna nelle competizioni ufficiali della stagione 1994-1995.

## Roster
| Buckler Bologna 1994/1995 | Buckler Bologna 1994/1995 |
| Giocatori                 | Staff tecnico             |
| ------------------------- | ------------------------- |

| N. | Naz.                   | Ruolo | Nome                      | Anno | Alt.   | Peso |  |
| -- | ---------------------- | ----- | ------------------------- | ---- | ------ | ---- |  |
| 4  | Italia (bandiera)      | P     | Roberto Brunamonti (c)    | 1959 | 192 cm |      |  |
| 5  | Jugoslavia (bandiera)  | A     | Predrag Danilović         | 1970 | 201 cm |      |  |
| 6  | Italia (bandiera)      | P     | Claudio Coldebella        | 1968 | 196 cm |      |  |
| 7  | Italia (bandiera)      | G     | Alessandro Abbio          | 1971 | 193 cm |      |  |
| 9  | Italia (bandiera)      | GA    | Paolo Moretti             | 1970 | 200 cm |      |  |
| 11 | Italia (bandiera)      | C     | Augusto Binelli           | 1964 | 211 cm |      |  |
| 12 | Italia (bandiera)      | C     | Valentino Battisti        | 1959 | 203 cm |      |  |
| 13 | Italia (bandiera)      | A     | Riccardo Morandotti       | 1965 | 200 cm |      |  |
| 14 | Italia (bandiera)      | C     | Flavio Carera             | 1963 | 206 cm |      |  |
| 15 | Stati Uniti (bandiera) | C     | Joe Binion                | 1961 | 204 cm |      |  |
|    | Italia (bandiera)      |       | Andrea Giacchino          | 1975 |        |      |  |
|    | Italia (bandiera)      |       | Flavio Bottiroli          | 1977 | 196 cm |      |  |
|    | Italia (bandiera)      |       | Marco Dondi Dall'Orologio | 1977 |        |      |  |
|    | Italia (bandiera)      |       | Daniele Soro              | 1975 |        |      |  |

| Allenatore                              |
| Alberto Bucci                           |
| Assistente/i                            |
| - Nessuno Legenda - (C) Capitano Roster |